# Rudolf Virchow
Rudolf Ludwig Karl Virchow (13. října 1821 Schivelbein v Pomořansku (dnes Świdwin) – 5. září 1902 Berlín) byl německý lékař a politik. Je považován za jednoho ze zakladatelů moderní patologie a sociální hygieny.

## Život

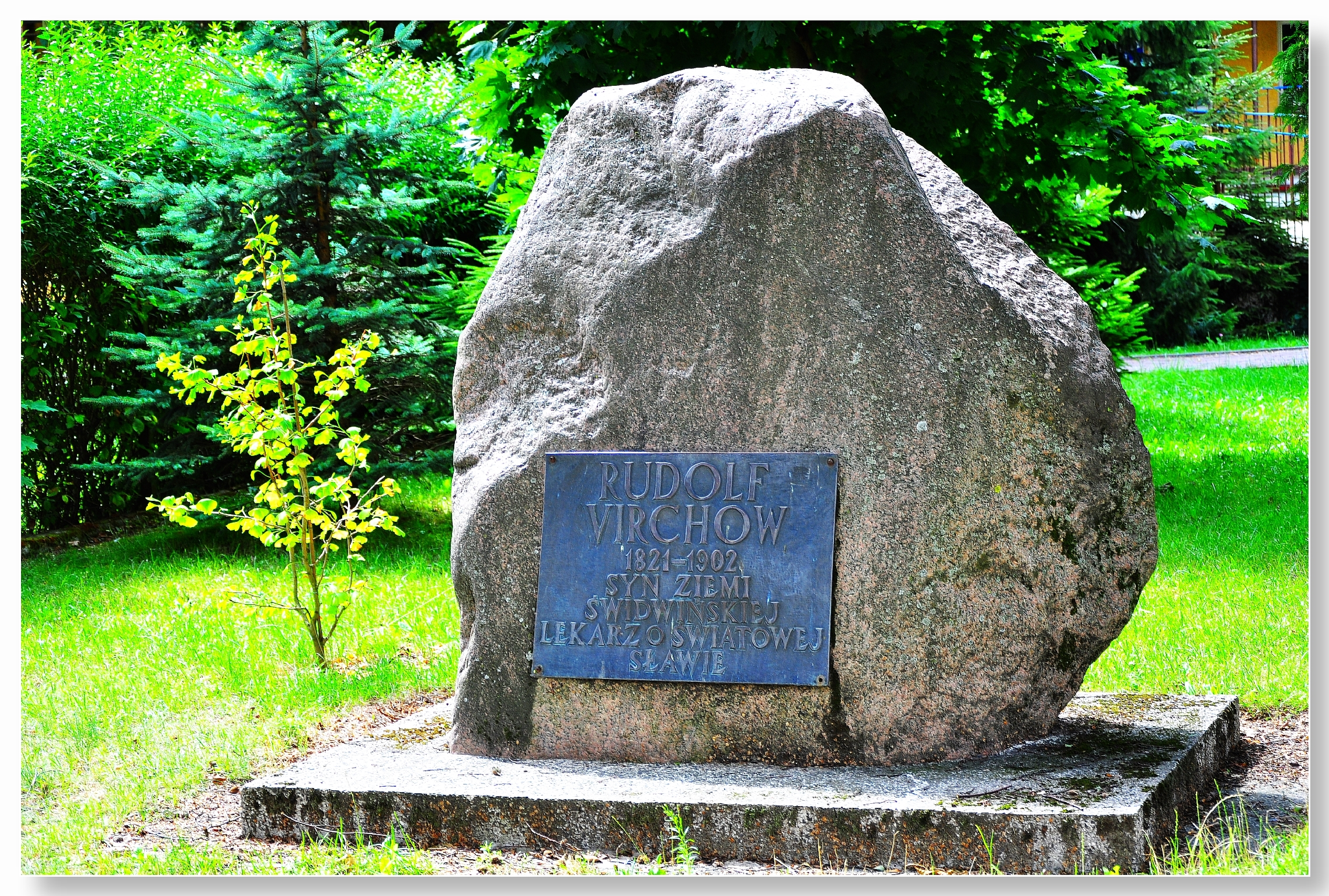
Památný kámen Rudolfa Virchowa v jeho rodném městě Świdwine, Polsko

Rudolf Virchow byl jediným dítětem farmáře v okrese Schivelbein v Pomořansku. Otec si přál, aby se stal vojenským lékařem, a tak vystudoval medicínu v Berlíně na vojenské lékařské akademii. Nastoupil do nemocnice Charité, kde se mimo jiné věnoval chemickému a mikroskopickému výzkumu. V roce 1843 získal doktorát za dizertační práci v oboru patologie. Jako asistent Roberta Froriepa pracoval na výzkumu zánětu žil a studoval chorobný vývoj bílých krvinek, který nazval leukemií. V roce 1846 se stal prosektorem v nemocnici Charité. V dalším roce se habilitoval pro patologickou anatomii a na vlastní žádost odešel z vojenské služby. Začal šířit své myšlenky prostřednictvím lékařských kursů, soukromých přednášek a především vydáváním odborného časopisu, který založil se svým přítelem a kolegou Benno Reinhardtem. Časopis nazvaný Archiv für pathologische Anatomie je dnes známý jako Virchowův archiv. Redaktorem byl až do své smrti v roce 1902. Dostal se do čela Spolku pro vědeckou medicínu a zaměřil se na nové obory moderní medicíny. Současně věnoval pozornost politické situaci a sociálním problémům tehdejšího Pruska. Zpracoval sociální analýzu epidemie tyfu, která vypukla v roce 1847 v Horním Slezsku. Za její příčinu označil vládní politiku, která přivedla velkou část obyvatel do bídy a špatných hygienických podmínek. Rozpoznal souvislost mezi chorobou a společenskými poměry a stal se jedním z průkopníků sociální hygieny v Prusku. V roce 1848 se Virchow aktivně zapojil do březnové revoluce v Berlíně na straně Demokratů a po její porážce musel opustit místo prosektora.
Lékařská fakulta univerzity ve Würzburgu mu nabídla místo profesora patologické anatomie. V letech 1849 až 1856 se ve Würzburgu intenzivně věnoval studiu buněk.
Roku 1856 byl povolán zpět do Berlína do funkce profesora a ředitele nově zřízeného ústavu pro patologickou anatomii. O dva roky později uveřejnil novou koncepci patologických dějů v knize Buněčná patologie, která sehrála významnou úlohu v boji za pokrok v lékařských a biologických vědách.
Německý přírodovědec Theodor Schwann tvrdil, že nové buňky vznikají z blastému jak v průběhu embryonálního vývoje, tak i za určitých patologických procesů, jako jsou například záněty či tuberkulóza. Podobný názor zastával i rakouský patolog českého původu Karel Rokytanský; k této teorii ho přivedla skutečnost, že při pitvě nebyly nalezeny žádné makroskopické zkušenosti, které by vysvětlovaly úmrtí.
Virchow však tyto hypotézy odmítal, přesvědčený, že dceřiné buňky vznikají dělením z buněk mateřských. Vyjádřil to výrokem: „Omnis cellula e cellula“. Pomocí své buněčné teorie vysvětloval i patologické změny. Domníval se, že nemoci vznikají v důsledku chorobných změn uvnitř buněk, které se pak dále dělí, rozmnožují. Na základě studia buněk bylo proto možné porozumět tvorbě novotvarů a metastáz při nádorových onemocněních.
Kromě toho se zasloužil o prohloubení poznatků o chorobách kardiovaskulárního systému. Některé práce věnoval problematice trombotických a embolických příhod. Na základě vlastních experimentálních prací objasnil patogenezi zánětlivých procesů. Při většině zánětlivých onemocnění spojených s tvorbou krevních sraženin vzniká nejprve trombóza, zatímco se lokální zánětlivé změny dostavují až sekundárně. Jeho zájem o chemii ho přivedl ke studiu živočišných barviv (bilirubin, hematin), bílkovin a aminokyselin. Faktory ve vývoji trombózy se později staly známými jako Virchowova triáda.
Zabýval se také antropologii. Měl zásluhy na vzniku Německé antropologické společnosti a v roce 1870 se stal jejím předsedou. Doprovázel Heinricha Schliemanna na jeho cestě za vykopávkami do Tróje. Později procestoval řadu archeologických nalezišť v Egyptě, Núbii, na Kavkaze. Virchow nesouhlasil s Darwinem ve všem, ale byl fascinován jeho antropologickým přístupem. Zorganizoval výzkum zdravotního stavu a antropologických ukazatelů šesti miliónů německých dětí. Na jeho základě dospěl k závěru, že tělesná stavba a zdatnost je výsledkem životních podmínek a nikoli příslušností k nějaké rase. Ostře kritizoval v té době se rodící rasové teorie. Naprosto odmítl existenci čisté árijské rasy a rozhodně bojoval proti vznikajícím antisemitským tendencím.
V šedesátých letech se Virchow znovu zapojil do politiky. Jako člen městské rady Virchow dohlížel na návrh dvou velkých nových berlínských nemocnic, Moabit a Friedrichshain, kde otevřel ošetřovatelskou školu. Po epidemii cholery v roce 1861 se zasadil se o vybudování kanalizace v Berlíně a zdůrazňoval nutnost zlepšení hygienických podmínek. Byl též vášnivým zastáncem veřejného zdravotnictví a hygieny i hlubokých sociálních reforem.
V roce 1861 založil Deutsche Fortschrittpartei (Německou pokrokovou stranu) a stal se pruským poslancem. Od roku 1884 se jako člen parlamentní skupiny Německé liberální strany věnoval zejména zřízení státní základní lékařské péče. Jeho ostré diskuze s konzervativním Bismarckem málem vyústily v souboj. V Reichstagu setrval do roku 1893, kdy se stal rektorem berlínské univerzity.
Medicínu promítal i do politiky: „Medicína je společenská věda, politika není nic jiného než medicína ve větším měřítku,“ prohlásil v pohřebním projevu lékaře a politika J. Rizala.
Rudolf Virchow nebyl jen obdivuhodným vědcem, ale i otcem a manželem. V roce 1850 se oženil s Rose Mayerovou (dcera Karla Mayera, zakladatele moderní gynekologie) a stal se otcem šesti dětí, tří dcer a tří synů.
Virchow zůstal v Berlíně 46 let až do své smrti. V roce 1870, během německo-francouzské války, organizoval nemocniční vlaky, s nimiž sám cestoval na frontu, a nechal postavit kasárenské nemocnice na Tempelhofer Feld.
V lednu 1902 jel na přednášku do Geografické společnosti, při vystupování z tramvaje uklouzl a zlomil si krček stehenní kosti. V květnu absolvoval lázeňský pobyt v Teplicích, ale osm měsíců po nehodě, 5. září 1902 zemřel. Navzdory tomu, že býval rebelem, dostalo se mu státního pohřbu v Berlíně. Jeho hrob se nachází na Starém hřbitově svatého Matouše v Berlíně–Schönebergu.

## Dílo
V roce 1858 vyšlo jeho stěžejní dílo „Die Zellular-Pathologie in ihrer Bergründung auf physiologische und patologische Gerebelehre“ (Buněčná patologie), v němž shrnul veškeré poznání buňky jako stavebního kamene živé hmoty. Další významná díla:
- Mittheilungen über die in Oberschlesien herrschende Typhus-Epidemie (1848)
- Handbuch der speciellen Pathologie und Therapie (1854–62)
- Vorlesungen über Pathologie (1862–72)
- Die krankhaften Geschwülste (1863–67)
- Gegen den Antisemitismus (1880)